# Brno-Černovice
Brno-Černovice – przystanek kolejowy w Brnie przy ulicy Charbulovej 924/2, w kraju południowomorawskim, w Czechach. Znajduje się tu 1 peron.